# Flaga Buriacji
Flaga Buriacji (NHR:445) jest trójkolorowa. Jej trzy pasy leżą poziomo. Na górze jest kolor granatowy, na środku biały, a na dole żółty. W lewym górnym rogu znajduje się złoty znak Sojombo, historyczny symbol niepodległości i wolności krajów mongolskich, który ma swoją bogatą symbolikę. Zwieńczony jest płomieniem o trzech wierzchołkach, uważanym za symbol pomyślności i rozkwitu. Słońce i księżyc, zamieszczone poniżej, symbolizują wieczność i wzmacnianie się. Te trzy znaki razem niosą przesłanie: niech żyją ludy mongolskie. Ten znak znajduje się także na fladze Mongolii.
Przyjęta 29 października 1992 roku. Proporcje 1:2.